# 西川原站
西川原站（日语：／ Nishigawara eki */?）是位於岡山縣岡山市中區西川原一丁目，西日本旅客鐵道（JR西日本）山陽本線的車站，實際上在運輸系統上也是赤穗線車站。

## 概要
此站是由鄰近的就實大學、就實短期大學之管理法人學校法人就實學園負擔全部車站建設費用，而岡山市負擔車站周邊的建設費用。截至2016年7月，此站為岡山縣內最新的車站。
在車站名稱方面，JR西日本的正式車站名稱為「西川原」，而當地西川原地區人士認為由於車站位於就實學園側，因此名為「就實大前」。由於車站設置時曾經進行複雜的討論，在時間表、車費表、路線圖中均會使用正式站名「西川原」，而車站中的車站大樓、月台，以及車廂廣播則使用「西川原、就實」（日语：／）的名字。

## 歷史
- 2004年（平成16年）3月 - 就實學園向JR西日本岡山分社（日语：西日本旅客鉄道岡山支社）提交意向書，在高島站至岡山站之間興建新站。
- 2007年（平成19年）
  - 5月7日 - JR西日本向中國運輸局（日语：中国運輸局）申請工程基本計劃變更認可（新站設置認可）。
  - 9月14日 - 新車站開始動工。
  - 9月19日 - JR西日本公布正式站名為西川原站（西川原、就實站）。
- 2008年（平成20年）3月15日 - 山陽本線高島站至岡山站之間新設此站。
- 2016年（平成28年）4月24日 - 隨著引入CTC，閘口與月台設置了LED式列車出發資訊牌。

## 車站構造、設備
車站為一座高架車站，設有2面2線的相對式月台。車站設有轉轍器和絶對信號機，被定義為停留所。月台設有樓梯或90米的斜道連接地面出入口，均沒有上蓋。並沒有預計安裝升降機，以無障礙的角度來說會影響便利性。
車站設有簡易自動閘機，可以使用ICOCA與其互相可以使用的IC卡。此站為有人車站，由東岡山站管理，並委托JR西日本岡山MAINTEC負責車站業務，因此也是業務委託車站。此站沒有綠色窗口，櫃臺也沒有售票服務，乗車票可於自動售票機購買。由於此站只有簡易式自動閘機，在下車時車票會由車站職員收集，在櫃臺關閉時，車票只需投入閘機側的收集箱。廁所在閘口內站務室旁。
車站沒有車站大樓等建築物。月台只可容納7卡車廂，在此站啟用至今還未設有8卡車廂的普通列車進站。在東京站至岩國站之間的東海道、山陽本線中，除了此站外，月台短於8卡車廂的車站只有JR總持寺站。

### 月台
| 月台 | 路線                     | 上下行 | 方向                       |
| ---- | ------------------------ | ------ | -------------------------- |
| 1    | 山陽本線                 | 上行   | 和氣、姬路方向             |
| 1    | 赤穗線                   | 上行   | 西大寺、播州赤穗方向       |
| 2    | 山陽本線 （包含 赤穗線） | 下行   | 岡山、倉敷、福山、新見方向 |

- 車站啟用當時，並未有引入當地進站音樂，此站使用在JR西日本舊標準進站音樂，在2011年進行變更後，使用了JR西日本標準進站音樂。

## 使用狀況
以下為近年1日平均乘車人次：
| 乘車人次轉變 | 乘車人次轉變     |
| 年度         | 1日平均 乘車人次 |
| ------------ | ---------------- |
| 2007         | 885              |
| 2008         | 1,685            |
| 2009         | 2,057            |
| 2010         | 2,306            |
| 2011         | 2,547            |
| 2012         | 2,764            |
| 2013         | 2,970            |
| 2014         | 3,093            |
| 2015         | 3,380            |
| 2016         | 3,553            |
| 2017         | 3,719            |

## 車站周邊
車站西南邊設有就實大學、就實短期大學。附近為幽靜的大型住宅區。此站有許多來自岡山市中心的通勤乘客與大學生使用此站。在車站北邊附近的主要道路（都市計劃道路萬成國富線）上，設有餐廳與醫院。
- 就實大學（日语：就実大学）・就實短期大學
- 岡山縣立岡山操山中學校及高等學校（日语：岡山県立岡山操山中学校・高等学校）
- 岡山市立宇野小學
- 岡山市中區公所
- 岡山縣岡山中央警署（日语：岡山中央警察署）
- 岡山西川原廣場
- 岡山市善鄰館
- 宮下酒造株式會社

## 相鄰車站
西日本旅客鐵道
 山陽本線、 赤穗線（東岡山站至岡山站之間為山陽本線）
高島－西川原（西川原、就實）－岡山

## 注腳
1. ↑  《西川原駅起工　地域活性化に期待　施設面に「宿題」も》山陽新聞News（2007年9月15日）
2. ↑  在就實大學舉行入學試、開放日等多人使用時，閘口職員會設置車內乘車票發售機，出售乘車票、入場票。
3. ↑  . 岡山縣.   [2019年3月24日]. （原始内容存档于2019年3月24日）.

## 関連項目
- 日本鐵路車站列表 Ni

## 外部連結
- 西川原｜車站資訊：JR出門網 - 西日本旅客鐵道